# Erennao'er
Erennao'er (kinesiska: 额仁淖尔, 额仁淖尔苏木) är en socken i Kina. Den ligger i den autonoma regionen Inre Mongoliet, i den norra delen av landet, omkring 280 kilometer norr om regionhuvudstaden Hohhot. Antalet invånare är 1797. Befolkningen består av 821 kvinnor och 976 män. Barn under 15 år utgör 14,0 %, vuxna 15-64 år 80 %, och äldre över 65 år 4,0 %.
Genomsnittlig årsnederbörd är 224 millimeter. Den regnigaste månaden är juli, med i genomsnitt 49 mm nederbörd, och den torraste är januari, med 2 mm nederbörd.